# Pallavolo ai XV Giochi del Sud-est asiatico
La pallavolo ai XV Giochi del Sud-est asiatico si è disputata durante la XV edizione dei Giochi del Sud-est asiatico, che si è svolta a Kuala Lumpur, in Malaysia, nel 1989.

## Podi
| Evento                         | Oro        | Argento   | Bronzo     |
| Pallavolo maschile (dettagli)  | Indonesia  | Birmania  | Thailandia |
| Pallavolo femminile (dettagli) | Thailandia | Indonesia | Filippine  |